# Paradijseiland
Paradijseiland is het 12de stripverhaal van Jommeke. De reeks wordt getekend door striptekenaar Jef Nys.

## Personages
- Jommeke
- Flip
- Filiberke
- Pekkie
- Annemieke
- Rozemieke
- Apen van Paradijseiland
- Kleine rollen: Theofiel, Marie, kapitein De Zilvergolf, Anatool, geiten van Paradijseiland, papegaaien van Paradijseiland

## Verhaal
Het album start met Jommeke, Theofiel en Marie die strips van Jommeke lezen en daarbij alle tijd uit het oog verliezen. Filiberke komt hun leesplezier storen door voortdurend aan te bellen. Telkens heeft hij een vraag voor Jommeke. Uiteindelijk overlaadt hij Jommeke en Flip met meer dan 130 vragen waarmee ze de hele nacht zoet zijn. Uiteindelijk blijkt Filiberke de eerste prijs in een wedstrijd gewonnen te hebben: een reis rond de wereld per boot voor vier personen. Jommeke en de Miekes mogen mee. Omdat er geen dieren mee mogen, besluiten ze Pekkie als meisje te verkleden en Flip als stem te gebruiken.
De vrienden schepen in op het schip De Zilvergolf en maken kennis met de kapitein. Aan boord worden Pekkie en Flip ontmaskerd, maar de kapitein besluit hen toe te laten. Onderweg blijkt dat ook Jommekes aartsvijand Anatool aan boord is als keukenhulp. Het schip meert op een dag aan bij een eiland in de Grote Oceaan omdat er pech in de machinekamer is. Anatool besluit zich te vermommen en Jommeke en zijn vrienden te misleiden. Hij lokt hen die avond met een roeiboot naar het eiland en laat hen achter. Hij wil hen 's morgens terug ophalen, maar dan vertrekt het schip vroeger dan verwacht. Zo blijven Jommeke en zijn vrienden achter op het eiland.
De vrienden verkennen de volgende dag het eiland en ontdekken er honderden papegaaien, geiten en grote vleesetende bloemen. Ze vinden er ook een aangespoelde koffer met gereedschappen. Wanneer ze een jonge aap uit een vleesetende bloem redden, winnen ze de vriendschap van alle apen op het eiland. De chimpansees blijken alles na te apen en verrichten zo heel wat werk voor de vrienden. Zo bouwen ze in geen tijd een huis. Flip heeft ondertussen de 420 papegaaien van het eiland leren zingen. Zij vormen zo het Paradijseilandzangkoor. Samen met de apen bouwen Jommeke en zijn vrienden verder. Er komt een afsluiting voor de geiten, een maalderij, bakkerij, wasserij, ... De apen worden afgericht om hen te bedienen.
De vrienden besluiten een vlot te bouwen om de aandacht van passerende schepen te trekken. Dat mislukt echter waarna ze besluiten het zich zo goed mogelijk te maken op het eiland dat ze omdopen tot Paradijseiland. Er komt een speelplein en zwembad. De apen leren dansen. Uiteindelijk besluiten Filiberke en de Miekes dat Jommeke hen gered heeft op het eiland en ze willen hem kronen tot koning van Paradijseiland. Op het moment van de kroning komt De Zilvergolf opnieuw aanmeren. Anatool had de kapitein verteld dat de kinderen 's nachts naar het eiland gezwommen waren. Na een half jaar komt het schip hen oppikken, waarna Jommeke de kapitein de waarheid over Anatool vertelt. Zij nemen afscheid van de apen, geiten en papegaaien en schepen opnieuw in.

## Achtergronden bij het verhaal
- Paradijseiland is het debuutalbum voor alle bewoners van het eiland. Vooral de apen van Paradijseiland zullen nog vaak in albums voorkomen. De geiten en papegaaien van het eiland komen sporadisch nog eens voor en hebben zelden een grote rol. In sommige albums die op het Paradijseiland plaatsvinden, komen ze zelfs niet voor.
- De kapitein van De Zilvergolf maakt ook zijn debuut en komt in latere albums nog weleens voor.
- Anatool komt voor de tweede maal in de reeks voor als keukenhulp op een schip. Eerder deed hij dit al in het album De schildpaddenschat
- Paradijseiland is het eerste album dat op een onbewoond eiland in de Grote Oceaan plaatsvindt. Avonturen op dergelijke onbewoonde eilanden zijn een vaak terugkomend thema in volgende albums.
- Voor de tweede maal in de reeks (na De zwarte bomma) wordt binnen een album duidelijk dat de strippersonages beseffen dat ze in een stripverhaal vast zitten. Het verhaal start met de hoofdpersonages die hun eigen albums lezen.
- Dit album werd door lezers ooit uitgeroepen tot "meest favoriete Jommekesalbum". Zo eindigde dit album in een bevraging van stripspeciaalzaak.be-lezers op nummer 1[1].
- Mogelijk haalde Jef Nys zijn inspiratie bij de roman Robinson Crusoe van Daniel Defoe.
- In het najaar van 2007 werd de strip voorgelezen in de rubriek De Lustige Lezers in Man bijt hond op één.